# プロナーゼ
プロナーゼ(Pronase)は、Streptomyces griseusの培地から得られるプロテアーゼの混合物である。10種類以上のプロテアーゼが含まれている。変性したものと活性型のものと両方のタンパク質に作用し、個々のアミノ酸にまでほぼ完全に分解する。